# Neoheresiarches albipilosus
Neoheresiarches albipilosus là một loài tò vò trong họ Ichneumonidae.